# 無名戦士の墓 (トビリシ)
ジョージアの無名戦士の墓(ジョージア語: უცნობი ჯარისკაცის საფლავი, ラテン文字化: utsnobi jarisk'atsis saplavi) は、首都トビリシ中心部のヴァケ公園にある慰霊碑である。第二次世界大戦中、ソビエト連邦の赤軍で軍務に就き、戦死した数十万人のジョージア兵士を追悼している。共和国のダイヤモンド・ジュビリー（60周年）の一環として、ソビエト連邦共産党書記長のレオニード・ブレジネフとグルジア・ソビエト社会主義共和国のグルジア共産党第一書記のエドゥアルド・シェワルナゼにより、正式に開かれた。
1981年から1985年の間に、グルジアの彫刻家Giorgi Ochiauriが墓の周りに配置される彫刻を作成し、後の2009年に、en:Gori Fortressに移された。墓には、永遠の炎があり、戦没者とthe rising figure of the goddess Kali Ma (black mother)が彫刻されている。墓は毎正時交代のジョージア国家警備隊のceremonial guardに警備されている。ジョージアの退役兵士と首都の住民が、戦勝記念日 (5月9日)のような記念日に墓に集まる。外国の指導者も、首都の公式訪問中に、墓に花輪を捧げている。レオニード・ブレジネフ、イギリスのマーガレット・サッチャー首相、ベラルーシのアレクサンドル・ルカシェンコ大統領といった高官が墓を訪問している。

## ギャラリー

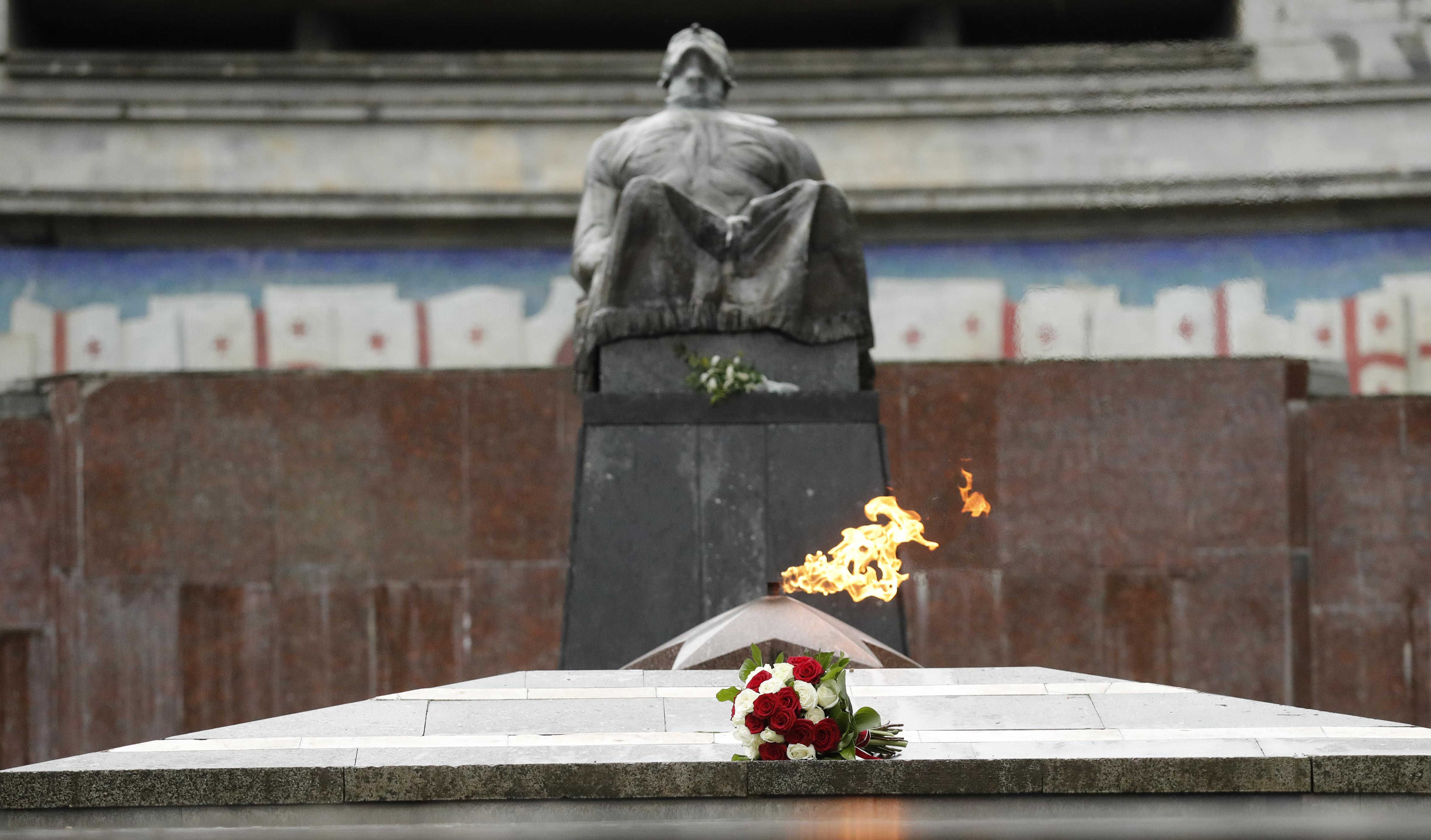
永遠の炎
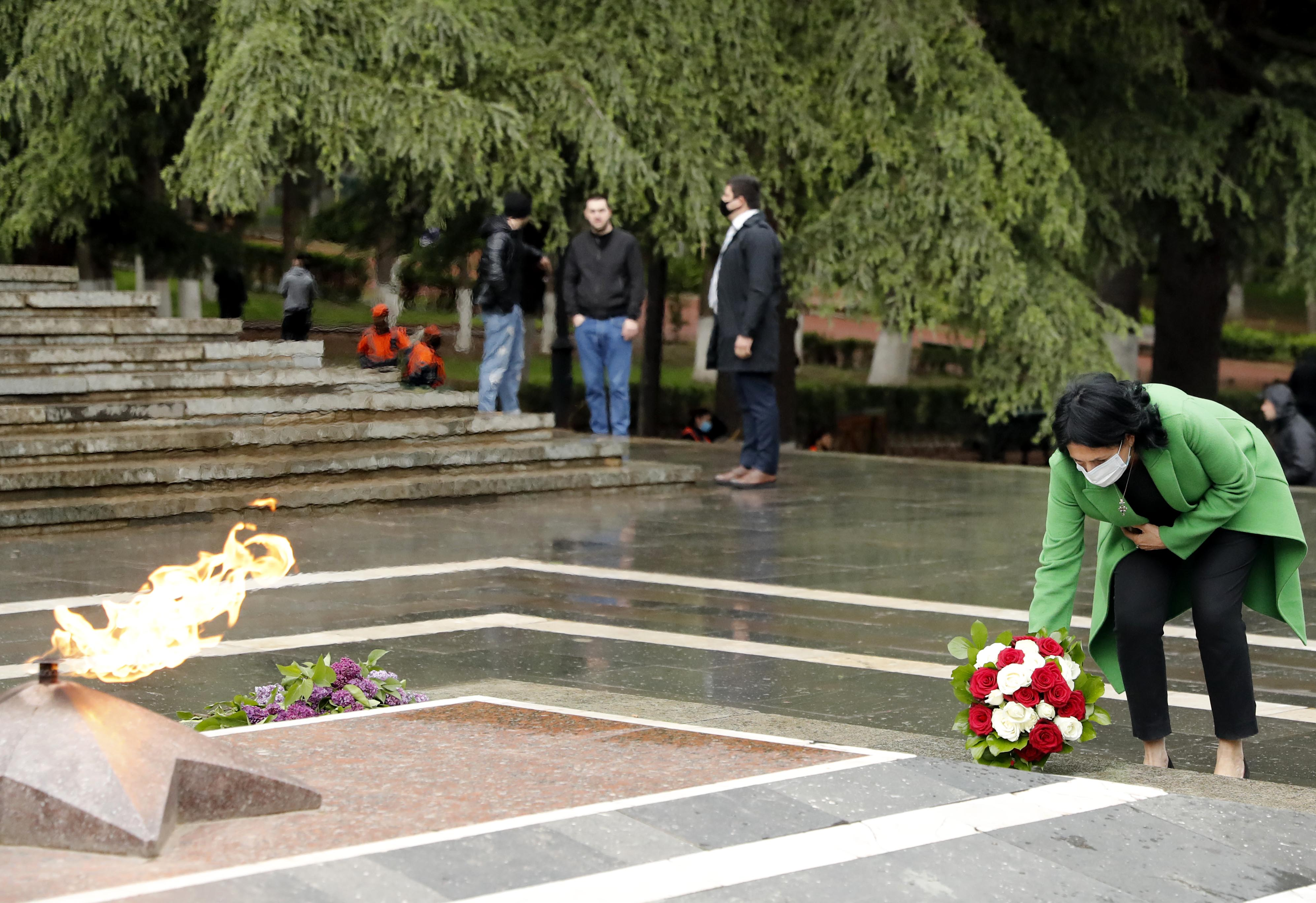
サロメ・ズラビシュヴィリ大統領が慰霊碑に花を捧げている。
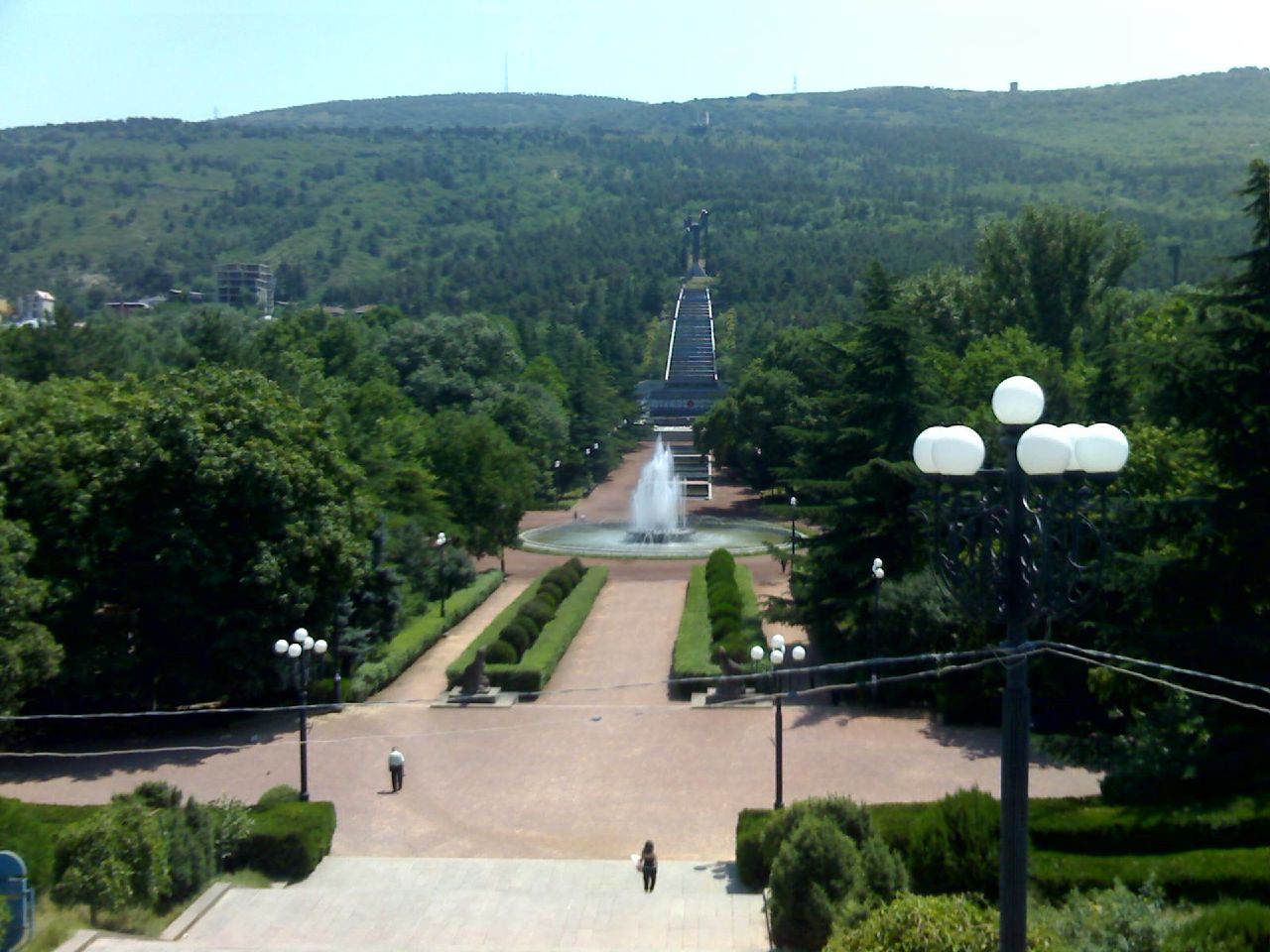
ヴァケ公園